# 아와미 연맹
아와이 연맹(벵골어: বাংলাদেশ আওয়ামী, Banlgadesh Awami League)은 방글라데시의 주요 정당이다. 중도좌파 성향의 정당이다. 현재는 이슬람 협회, 방글라데시 민족주의당과 함께 방글라데시의 세 주요 정당 중 하나이며, 친 인도적인 경향으로 알려져 있다.

## 개요
전 파키스탄 아와미 무슬림 연맹으로 후세인 샤히드 수라와르디(Huseyn Shaheed Suhrawardy)에 의해 1949년에 결성되었다. 1955년, 당명에서 ‘무슬림’이라는 단어를 없앴다. 설립 초기는 파키스탄의 다른 지역에 동명의 정당이, 각각 설립되어 명칭을 둘러싼 혼란이 있었다. 하나는 셰이크 무지부르 라흐만을 따르던 〈마울라나 압둘 하미드 칸〉이고, 또 하나는 〈피어 만키 샤리프로〉 북동 파키스탄 지역의 정당이었다. 1950년 양당은 수라와르디를 당수로 하는 〈전파키스탄 아와미 연맹〉(All Pakistan Awami Muslim League)으로 합병했다. 1954년, 아와미 연맹은 협력 관계에 있던 정당과 함께 파키스탄 총선에서 승리하였고, 그 결과 수라와르디가 파키스탄의 제5대 총리로 취임하였고, 셰이크 무지부르 라흐만은 장관이되었다. 1957년, 마울라나 압둘 하미드 칸이 전국 아와미당(National Awami Party)이라는 이름으로 분리하여 새로운 정당을 만들었다. 1970년 볼라 사이클론이 막대한 피해를 준 직후 실시된 1970년 파키스탄 총선에서는 아와미 연맹은 동파키스탄에서 162석 중 160석을 획득했지만, 서파키스탄에서는 1석도 얻지 못했다. 그리고 방글라데시 독립 전쟁과 제3차 인도 파키스탄 전쟁을 거쳐 1971년에 방글라데시가 독립하면서 연립 정당이 없는 제1당으로 정권을 잡았다.
아와미 연맹은 파키스탄 독립 후 8년 반 기간을 제외하면 항상 정부 여당이었다. 1975년 8월 15일, 수구 군부에 의한 쿠데타가 일어나 현직 대통령이었던 셰이크 무지부르 라흐만이 가족과 함께 다카에서 잔혹하게 살해되었다. 현재 당수는 셰이크 무지부르 라흐만의 딸로 그 때 살아 남은 셰이크 하시나, 셰이크 레헤나이다. 셰이크 하시나는 1990년대 이후 사회주의, 대인도 우호, 세속주의, 정교분리, 소수의 힌두교인 보호 등의 정책 노선을 일관되게 이어오고 있다. 2008년 12월 29일에 실시된 총선거에서 299석 중 230석(득표율 48.06 %)을 얻어 압승을 거두었다.